# Kolva (biflod til Usa)
Kolva (russisk: Колва, tr. Kolva) er en flod i Nenetskij autonome okrug og Republikken Komi i Rusland. Kolva er en højre biflod til Usa i Petjoras flodsystem. Floden er 546 km lang, med et afvandingsareal på 18 100 km². Den har udspring i Nenetsk og flyder hovedsageligt i sydlig retning til sammenløbet med Usa lige vest for byen Usinsk i Republikken Komi. Kolva er tilfrosset fra slutningen af november til midten af maj.